# نجا بحرية
نجا بحرية أو حريش(الاسم العلمي:Najas marina) هي نوع من النباتات تتبع جنس النجا من فصيلة الحب المائية.